# I Am... Yours: An Intimate Performance at Wynn Las Vegas
I Am... Yours: An Intimate Performance at Wynn Las Vegas en un DVD/CD de la cantante estadounidense de R&B Beyoncé Knowles, publicado el 23 de noviembre de 2009. Se grabó en los Encore Suites en Las Vegas, el 2 de agosto de 2009, durante su gira mundial I Am... Tour.
El concierto se transmitió el 26 de agosto de 2009 por la cadena de televisión estadounidense ABC.
En Estados Unidos, el álbum fue certificado como doble platino y obtuvo el primer lugar en la lista de DVD más vendidos de 2009.

## Lista de canciones
El DVD y el Blu-ray contienen el concierto entero (dividido en tres partes), también más de veintitrés minutos de escenas detrás de cámaras. Sin embargo, los dos CD contienen únicamente el audio de las principales interpretaciones.

| Instrumentales en vivo. |                                                             |          |  |
| N.º                     | Título                                                      | Duración |  |
| 1.                      | «Hello»                                                     | 3:46     |  |
| 2.                      | «Halo»                                                      | 5:22     |  |
| 3.                      | «Irreplaceable»                                             | 5:11     |  |
| 4.                      | «Sweet Dreams»                                              | 9:19     |  |
| 5.                      | «If I Were a Boy»                                           | 4:49     |  |
| 6.                      | «Scared Of Lonely»                                          | 4:06     |  |
| 7.                      | «That's Why You're Beautiful»                               | 3:10     |  |
| 8.                      | «Satellites»                                                | 2:18     |  |
| 9.                      | «Resentment»                                                | 5:45     |  |
| 10.                     | «Déjà Vu»                                                   | 3:30     |  |
| 11.                     | «I Wanna Be Where You Are»                                  | 1:59     |  |
| 12.                     | «Destiny's Child Medley»                                    | 10:55    |  |
| 13.                     | «Work It Out»                                               | 3:28     |  |
| 14.                     | «Bonnie & Clyde»                                            | 1:36     |  |
| 15.                     | «Crazy In Love»                                             | 6:52     |  |
| 16.                     | «Naughty Girl»                                              | 2:37     |  |
| 17.                     | «Get Me Bodied»                                             | 2:31     |  |
| 18.                     | «Single Ladies (Put A Ring On It)»                          | 5:38     |  |
| 19.                     | «Finale (It Don't Mean A Thing If It Ain't Got That Swing)» | 1:38     |  |
| 1:24:29                 |                                                             |          |  |